# Riccia lamellosa
Riccia lamellosa là một loài rêu trong họ Ricciaceae. Loài này được Raddi mô tả khoa học đầu tiên năm 1818.